# Autisme infantile en psychanalyse
Pour les articles homonymes, voir Autisme (homonymie).
Pour un article plus général, voir Autisme en psychanalyse.
Vous pouvez aider à l'améliorer ou bien discuter des problèmes sur sa page de discussion.
- Sa neutralité est controversée (voir la discussion). Considérez son contenu avec précaution (questions courantes). (Marqué depuis août 2020)

Vous pouvez aider à l'améliorer ou bien discuter des problèmes sur sa page de discussion.
- Certaines informations devraient être mieux reliées aux sources mentionnées dans la bibliographie ou les liens externes. Améliorez sa vérifiabilité en les associant par des références. (Marqué depuis août 2012)
- Il ne s’appuie pas, ou pas assez, sur des sources secondaires ou tertiaires. (Marqué depuis août 2022)
- Son ton est trop promotionnel ou publicitaire, voire hagiographique. Le texte doit adopter un ton neutre et encyclopédique. (Marqué depuis août 2022)
- Il adopte un point de vue régional ou culturel particulier et nécessite une internationalisation. (Marqué depuis août 2020)
- Il n’est pas rédigé dans un style encyclopédique. (Marqué depuis août 2012)
- Il n'a pas de sujet précis, ce que le premier principe fondateur de Wikipédia exige. (Marqué depuis août 2020)
- Il doit être recyclé. La réorganisation et la clarification du contenu sont nécessaires. (Marqué depuis janvier 2012)
- Le résumé introductif n'est pas le reflet de l'article car il comporte une partie inédite, ce qui ne respecte pas les recommandations de Wikipédia. (Marqué depuis août 2020)

- Archive Wikiwix
- Bing
- Cairn
- DuckDuckGo
- E. Universalis
- Gallica
- Google
- G. Books
- G. News
- G. Scholar
- Persée
- Qwant
- (zh) Baidu
- (ru) Yandex
- (wd) trouver des œuvres sur Wikidata

L'autisme infantile en psychanalyse désigne des élaborations conceptuelles et des pratiques variables suivant les écoles et les praticiens. Un débat, parfois très vif, s'est développé, qui questionne tant les présupposés théoriques que les applications pratiques.

## Autisme "processus" ou "état(s)"
Pour les analystes freudiens comme les lacaniens, l'autisme infantile n'était pas assimilable aux habituels troubles psychiques de l'enfant. Ainsi, Jean Bergeret l'explique dans son abrégé, à propos de ce qu'il appelle les « états autistiques » il écrit : « Il m'est toujours apparu nécessaire d'exclure l'autisme du cadre strict des psychoses infantiles parce que leur apparition et leur extrême gravité ne semblent pas résulter d'un véritable processus. On ne peut les considérer que comme des "états" plus ou moins précoces, à l'étiologie très mystérieuse et sans doute multifactorielle ». Le même auteur, et à propos de la mise en cause des parents dans l'étiologie des états autistiques, a critiqué quelques-uns de ses collègues : « (...) certains psychanalystes sont allés un peu trop loin sur le compte de la condamnation des familles ». Cette « condamnation » était le fait de différents courants, qu'ils soient psychanalystes ou tenants des théories systémiques familiales, comme ceux de l'école de Palo Alto, ou des mouvements antipsychiatriques représentés par Ronald Laing ou David Cooper.[réf. nécessaire]

## Autismes: origines organiques ou psychogènes
Les causes de l'autisme infantile font l'objet de controverses entre les tenants d'une étiologie organique et ceux d'une origine psychologique.
Les avancées scientifiques permettent aujourd'hui de relier ce syndrome à un trouble neurologique, donc d'origine organique. La piste génétique est de plus en plus probable : l’autisme résulterait de mutations génétiques et d’interactions spontanées entre plusieurs gènes.
Parallèlement à ces données génétiques, il faut ajouter des apports successifs en psychanalyse, de plusieurs analystes anglophones et francophones, notamment liés aux premières analyses pour enfants et à la notion de psychose infantile (Anna Freud, Mélanie Klein, Donald Winnicott). Ceci renvoie à l'histoire de la psychanalyse et de ses écoles. Il est donc impossible de décrire une position unique de la psychanalyse sur les états autistiques, chaque psychanalyste pouvant avoir divers modèles théoriques. Il est globalement admis par les psychanalystes spécialistes du sujet que l'autisme infantile ne se limite pas à ce qui peut en être théorisé en psychanalyse.[réf. nécessaire]
Concernant les causes de l'autisme, la plupart des psychanalystes évoquent l'interaction d'étiologies organiques et psychogénétiques.
De plus, pour certains[Qui ?] psychanalystes freudiens, l'autisme se différencie de la psychose infantile par le fait qu'il renvoie à une perturbation encore plus précoce que la psychose infantile ; la psychose étant une problématique de la symbiose (donc à la séparation d'avec l'objet) alors que l'autisme est un état antérieur à l'individualisation d'un self ayant constitué une séparation d'avec les objets, et une relation préalable à l'identification projective : l'identification adhésive.
Ce qui est en jeu dans l'autisme profond, serait l'expression d'une vie psychique, qui s'exprimerait également dans la psychose dite archaïque. Les psychanalystes ont par ailleurs utilisé la dénomination « psychose » dans un double sens, soit pour y inclure l'autisme infantile (ce qui est contesté actuellement) soit pour signifier que la « psychotisation » d'un enfant autiste ouvrait, en réponse à un état pathologique, la possibilité d'un processus thérapeutique avec son propre pronostic ou d'amélioration ou de guérison. Pour ces auteurs, d'un « état » proche du handicap cérébral constitutionnel plus ou moins chronique et figé, l'enfant passait à un « processus psycho-dynamique » tel qu'il est en œuvre dans toutes les psychoses[source insuffisante].

## Quelques théories psychanalytiques

### Exemple de points de vue de différents psychanalystes
- Pour Jacques Lacan, le signifié de la mère n'aurait pas été intégré.
- Michael Fordham (psychologue analytique jungien) a émis l'hypothèse d'un clivage du soi dont une part serait gelée.
- Frances Tustin exprime un "encapsulement auto-généré" comme mécanisme de défense.
- Françoise Dolto parle de "souffrance dans les pulsions passives"[8].

Toutes ces expressions visent à représenter une défaillance dans la façon dont le psychisme de l'enfant se structure par le rapport à son environnement (environnement parfois appelé symboliquement la mère, le sein, ou l'objet primaire).  Selon ces modèles ,l'autisme est lié aux toutes premières bases de cette organisation psychique (on parle parfois de forte carence en termes de symbolisation primaire).
« La psychanalyse bien comprise et les hypothèses qu’elle permet de faire sur la psychopathologie de l’autisme n’ont aucune prétention causale. Elles cherchent à élucider les mécanismes qu’utilise un enfant, privé, pour toutes sortes de raisons, en grande partie biologiques, d’une communication normale avec son environnement, afin d’organiser sa représentation du monde. »

### Premiers liens, polémiques sur les causes
Avant de trancher sur la fin de sa vie pour une étiologie génétique, le psychiatre Leo Kanner, un des précurseurs de la recherche sur l'autisme et créateur de la notion d'autisme infantile, a d'abord privilégié une origine psycho-affective en évoquant une froideur maternelle susceptible selon lui, d'entraîner des difficultés de contact avec le bébé.
Ce changement de perspective n'a pas un écho médiatique comparable à la popularisation des idées de Bruno Bettelheim, qui s'est davantage effectuée par les médias (émissions de télévision) que par ses livres, ce qui entretient certaines confusions[Lesquelles ?]. La direction de l’École orthogénique en 1947, sous la forme d'un internat où lui seul rencontrait les familles avec l'hypothèse d'une fonction psychotisante du milieu (les situations extrêmes) ; alimente l'idée selon laquelle les parents peuvent être directement responsables de l'apparition des troubles autistiques chez leur enfant. Dans son approche de l'autisme infantile, Bettelheim est beaucoup plus "éducateur" que psychanalyste et son cadre théorique fait intervenir des éléments extérieurs, ce qui n'est pas la piste privilégiée de la psychanalyse qui met en avant le monde fantasmatique, donc intrapsychique.
Le lien à la psychanalyse n'est donc pas évident, y compris pour les psychanalystes. Par exemple, on peut lire « Il importe de remarquer que la conception de B. Bettelheim n’est aucunement d’origine psychanalytique, mais provient de son observation que certains déportés en camp de concentration étaient en retrait autistique. »

### Le manque de manque
Cette théorie repose sur l'idée que les communications sociales, et en particulier par l'échange verbal, nécessitent de mettre de côté certains éléments pour être intelligible par l'autre. Pour cela il faut avoir appris à mettre de côté, à présenter de l'incomplet, ce qui est parfois traduit en psychanalyse par « l'apprentissage du manque ».

### Le troisième temps pulsionnel oral
Le groupe de recherche et de prévention de l’autisme (P.R.E.A.U.T.) a proposé de relier plus précisément l'établissement du trouble autistique au « troisième temps pulsionnel oral » qui n'aurait pas pu se faire normalement.
Cette étape s'inscrit dans l'interprétation théorique selon laquelle dans un premier temps l'enfant cherche à obtenir une satisfaction qui provient de l'extérieur ou de l'autre ; dans un deuxième temps il déplace cette recherche sur son propre corps ; et un troisième temps il se fait « l’objet de satisfaction de l’Autre » (selon Freud), autrement dit il « s’agit d’une apparente passivité dans laquelle quelqu’un se laisse regarder, se laisse manger…dans le jeu du faire semblant » (selon Lacan).
Dans cette « épopée symbolique du nouveau-né », l'enfant autiste se distinguerait donc, selon ces conclusions, par le fait qu'il n'entrerait pas dans cet échange symbolique qui consisterait donc à faire semblant pour satisfaire l'autre.

## Les traitements d'inspiration psychanalytique de l'autisme

### Bruno Bettelheim: un pionnier critiqué puis dépassé
Bruno Bettelheim, un éducateur d'origine autrichienne, formé à la psychanalyse et émigré aux États-Unis, s'est rendu célèbre en proposant de créer, dans un établissement de Chicago, l'École orthogénique, un milieu structuré de manière spécifique pour rétablir le contact de l'enfant avec le monde.
Utilisant une métaphore inspirée par son expérience personnelle des camps de concentration, il a utilisé le concept de "situation extrême" pour décrire le monde tel que l'enfant autiste se le représente, c'est-à-dire comme un univers incompréhensible, sidérant, auquel on ne peut s'adapter qu'en s'enfermant dans les stéréotypies et les rituels. Cette comparaison a été entendue par les parents comme signifiant que les autistes étaient réellement victimes de parents tortionnaires ou de mères glaciales qui avaient désiré la mort de leur enfant. Cette comparaison, vécue comme une mise en cause directe, a été accentué par le régime d'internat préconisé afin que la vie quotidienne de l'enfant puisse être organisée dans un sens thérapeutique. Son école étant un centre de formation pour les éducateurs associé à l'Université, il disposait d'un personnel nombreux et qualifié, auquel il assurait une supervision pour décrypter les symptômes de l'enfant et l'effet de ces symptômes sur les émotions des éducateurs. En effet c'est en se basant sur ces interactions émotionnelles que Bruno Bettelheim ambitionnait de restituer un échange intersubjectif avec l'enfant autiste.

### Contenu d'une prise en charge d'approche psychanalytique
La prise en charge psychanalytique de l'autisme comprend divers ateliers individuels ou collectifs à destination de l'enfant. Ces ateliers sont fondés sur le jeu et la communication plutôt que sur l'éducation à des tâches particulières. L'approche psychanalytique s'avère ainsi partager nombre de points communs avec l'approche développementale[Quoi ?], parfois elle-même d'orientation psychanalytique (cf. Stanley Greenspan[Où ?]).
Les programmes d'orientation psychanalytique[Lesquels ?] mettent en œuvre :
- des temps de jeu interactif avec les enfants
- un atelier conte
- un atelier pataugeoire
- du psychodrame de groupe
- une prise en charge orthophonique avec la méthode PECS
- dans les cas les plus graves, des séances de packing. Il est à noter que cette pratique n'est pas recommandée par la Haute Autorité de Santé, à l'exception des essais thérapeutiques encadrés[15]. En avril 2016, la Secrétaire d'État chargée des personnes handicapées et de la lutte contre l'exclusion, prenant acte des recommandations de l'ONU (CRC), a même demandé son interdiction totale dans tous les établissements pour enfants handicapés.

Des séances de psychothérapie individuelle ou en groupe sont également proposées aux parents, en lien avec l'hypothèse d'un dysfonctionnement de la relation parent-enfant à la suite du retrait relationnel de l'enfant[réf. nécessaire]. Des supervisions d'équipes avec un psychanalyste permettent aux soignants de questionner et analyser leur travail auprès des enfants et des parents. L'approche psychanalytique de l'autisme concerne le soin de l'enfant et de sa famille. Elle ne prétend pas remplacer les approches éducatives avec lesquelles elle s'articule[réf. nécessaire].
En 2018, le psychanalyste lacanien Lucchelli affirme que les préconisations de l’approche psychanalytique lacanienne contemporaine, qui prend appui sur les objets autistiques et les intérêts spécifiques, recoupent celles de Laurent Mottron. Elles partagent en commun de prôner essentiellement un appui sur ce que les uns nomment « les points forts » et les autres « les passions ». Elles convergent encore pour faire de l’autisme une différence, et non une maladie ou un handicap, un variant de la condition humaine pour Mottron, une structure subjective, pour certains psychanalystes. Pour sa part, Laurent Mottron refuse toute association avec la psychanalyse dans la clinique de l'autisme, qu'il considère comme une croyance inutile et dommageable pour les personnes autistes.

## En France

### Un premier rapport officiel en 2012
En France, l'opposition concernant l'autisme entre psychanalystes et partisans d’une approche éducative fondée sur un handicap de nature neurologique existe depuis les années 1980. Dans un rapport datant du 08 mars 2012, la Haute Autorité de Santé estime que la pertinence des approches psychanalytiques n’est pas démontrée: « Nous n'avons pas été en mesure de recommander les approches inspirées de la psychanalyse car il n'y a pas des travaux scientifiques démontrés qui ont été publiés et qu'il n'y a pas de consensus des professionnels et des associations de parents à leur égard ». Elle condamne également la méthode du packing. La Fédération Française Sésame-Autisme se dit déçue par le flou du rapport, estimant que « la bonne méthode était de dire que la psychanalyse n'était pas vraiment utile dans le cas de l'autisme ». Cependant, le sociologue Alain Caillé cite le  Professeur Bernard Golse, chef du service de pédopsychiatrie à l’hôpital Necker selon  lequel « Dans l’autisme, rien n’est validé, tout marche si on y met le paquet. C’est l’intensité de la prise en charge qui compte. » et veut « inciter à réfléchir de manière plus fine que les experts de la Haute Autorité de Santé sur l’efficacité relative des diverses formes de psychothérapie ».

### Le soin d'inspiration psychanalytique en France
En France les centres de consultation et institutions pour les enfants autistes et psychotiques sont relativement récents[Quand ?] mais surtout relèvent de courants différents de psychanalyse.
- Dans le courant freudien, ce sont des psychanalystes : Serge Lebovici, Philippe Paumelle, et René Diatkine qui ont créé en 1958 l'Association de Santé Mentale du XIIIe arrondissement de Paris, avec en 1961 le premier centre de consultation publique (le Centre Alfred Binet qui propose des thérapies psychanalytiques) puis la création du premier hôpital de jour en France.
- Dans les courants lacaniens (inspirés ou non par Jacques Lacan), en 1969, Maud Mannoni crée l'école de Bonneuil-sur-Marne en s'inspirant des travaux de Jacques Lacan mais aussi des concepteurs de la psychothérapie institutionnelle (Jean Oury, Félix Guattari et François Tosquelles) qui avaient travaillé, mais avec des adultes, à l'Hôpital Saint-Alban et/ou à la clinique de La Borde.

À noter aussi les observations de jeunes sujets autistes faites par Fernand Deligny à partir de 1967 à Graniers (commune de Monoblet), dans les Cévennes. En province, la création du premier hôpital de jour pour enfants (IRP de Bègles) date de 1970, sous l'égide du professeur Blanc, président du CREAI d'Aquitaine, et du Docteur Jacques Loisy. Progressivement d'autres structures sont créées pour les jeunes enfants sur le territoire, mais souvent en nombre insuffisant, au fur et à mesure que la sectorisation psychiatrique, commencée en 1968, se met en place.
Jusque vers le milieu des années 1970, des enfants autistes ont continué d'endurer des conditions de vie dramatiques dans les anciens asiles où certains étaient placés, et où ils mouraient très jeunes de désespoir et d'insuffisance de soins (hospitalisme), d'autres restant cachés au domicile des parents par suite d'une absence de structures adaptées et de l'immense désarroi familial face à des troubles aussi étranges.
Aujourd'hui[Quand ?], l'approche psychanalytique de l'autisme se fait principalement dans trois directions :
- avec l'enfant en institution spécialisée type hôpital de jour autour de la notion de "contenance" (cf. Wilfred Bion)  avec de nombreuses techniques verbales et non verbales : ateliers thérapeutiques variés, thérapie individuelle ou groupale, pataugeoire, psychomotricité, orthophonie… pour l'aider à s'ouvrir à une relation subjective[réf. nécessaire], en complément des techniques éducatives et pédagogiques qui ont toute leur place à condition qu'elles soient souples et respectent l'évolution de l'enfant, ce qui nécessite un travail d'équipe coordonné et une "mise en récit du soin" (Jacques Hochmann[Où ?]).
- avec les soignants grâce aux réunions d'équipe et de supervision pour mieux comprendre les mouvements intérieurs très archaïques que peut éveiller en eux la prise en charge d'enfants autistes, et la dimension institutionnelle du soin.
- avec la famille grâce à divers entretiens avec les membres de l'équipe et/ou des intervenants extérieurs pour mieux accompagner leur enfant et pour retrouver un fonctionnement aussi satisfaisant que possible, la présence d'un enfant autiste en son sein étant une épreuve des plus déstabilisantes pour son équilibre.

## Les limites psychanalytiques à l'autisme infantile
La psychanalyse n'a pas échappé aux apories[Lesquelles ?] des généralisations, des simplifications. L'objet interne (imago) en psychanalyse est vu faussement[réf. nécessaire] comme tout à fait équivalent à l'« objet réel », c'est-à-dire les parents notamment qui se sont sentis injustement mis en cause.
Mélanie Klein a été la première à traiter un enfant autiste par la psychanalyse: elle prend en charge de 1929 à 1946 un petit garçon nommé Dick. Elle a marqué cette différence entre « objet interne » et « objet réel ». Donald Meltzer et surtout Frances Tustin, en tant qu'élèves directs de Klein, ne se sont pas laissés aller[non neutre] à de tels jugements de valeurs[Lesquels ?].
Ces mises en cause venaient surtout de psychanalystes "hors champs"[style à revoir], Bruno Bettelheim ou Maud Mannoni qui, pour cette dernière, en étaient arrivées à aussi inclure les mères dans les causalités des handicaps mentaux. C'est ce type d'expériences qui a été mis en avant parce qu'elles correspondaient plus à des mouvements d'époque, remise en cause de l'autorité, séquelles de la deuxième guerre, etc.
En décembre 2020, l'Université de Cambridge a rédigé un article critiquant l'usage persistent de la psychanalyse pour le traitement de l'autisme en France. Les chercheurs tentent, dans cet article, d'identifier les causes et les conséquences de cette utilisation, notamment la protection de la psychanalyse par les universitaires et politiques.